# Outras luas da Terra

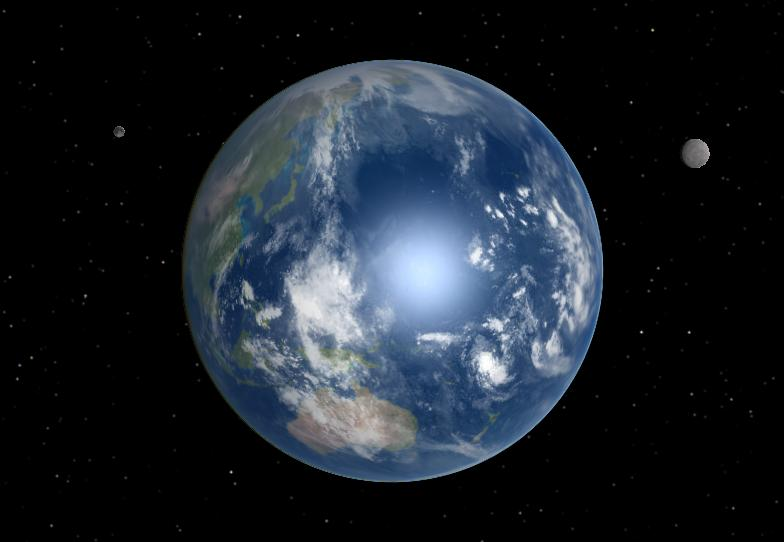
A Terra com duas luas

Outros satélites naturais da Terra, além da Lua, fazem parte de reivindicações que persistiram por muitas décadas. Alguns candidatos foram propostos, mas todas essas reivindicações se revelaram falsas, de modo que a Lua continua a ser o único satélite natural terrestre conhecido.
Há uma série de objetos próximos da Terra com órbitas que estão em ressonância com o planeta, de modo que podem ser confundidos com satélites naturais e são por vezes levianamente referidos como "segunda lua".  Quase-satélites, como o 3753 Cruithne, orbitam o Sol próximo à Terra. Asteroides troianos da Terra, como o 2010 TK7, seguem o mesmo caminho orbital da Terra, seja à direita ou à esquerda, nas proximidades dos pontos de Lagrange Terra-Sol. Pequenos objetos em órbita em torno do Sol também podem temporariamente ficar na órbita da Terra, tornando-se "satélites temporários".

## Lua de Petit
A primeira alegação significativa sobre outra lua da Terra foi feita pelo astrônomo francês Frédéric Petit, diretor do Observatório de Toulouse, que em 1846 anunciou que havia descoberto uma segunda lua em uma órbita elíptica em torno da Terra. Alegou-se a ser relatado por Lebon e Dassier também em Toulouse, e Lariviere no Observatório de Artenac, no início da noite de 21 de março de 1846. Petit propôs que esta segunda lua tinha uma órbita elíptica, com um período de 2 horas e 44 minutos, com 3 570 km (2 220 milhas) de apogeu e 11,4 km (7,1 milhas) de perigeu. Esta alegação foi logo rejeitada. 11,4 km (37 000 pés) de perigeu é semelhante à altitude de cruzeiro dos aviões modernos. Petit publicou outro trabalho em suas observações 15 anos depois, em 1861, baseando a existência da segunda lua sobre perturbações nos movimentos da lua existente. Esta hipótese da segunda lua não foi comprovada. A lua proposta por Petit tornou-se um elemento do enredo de Autour de la Lune, romance de ficção científica de Júlio Verne lançado em 1869.

## Lua de Waltemath
Em 1898, o cientista Dr. Georg Waltemath, de Hamburgo, anunciou que havia localizado um sistema de pequenas luas que orbitam a Terra. Ele havia começado sua busca por luas secundárias baseado na hipótese de que algo estava afetando gravitacionalmente a órbita da Lua.
Waltemath descreveu uma das luas, a 1 030 000 km (640 000 milhas) da Terra, com um diâmetro de 700 km (430 milhas), um período orbital 119 dias, e um período sinódico de 177 dias. Ele também disse que a suposta lua não refletia a luz solar suficientemente para ser observada sem um telescópio, a não ser visto em certos momentos, e fez várias previsões sobre quando ela iria aparecer. "Às vezes, ela brilha à noite como o sol, mas apenas por uma hora ou assim".
No entanto, após o fracasso das observação das luas, especialmente uma previsão de que seriam observáveis em fevereiro de 1898, tais objetos foram desacreditados. Waltemath propôs mais luas, segundo uma menção na edição de agosto de 1898 da revista Science. A terceira lua estaria mais próxima da Terra do que a primeira, teria 746 km (464 milhas) de diâmetro, e ele chamou-lhe "Wahrhafter Wetter-und Magnet Mond".

## Outras reivindicações
Em 1918, o astrólogo Walter Gornold, também conhecido como Sepharial, afirmou ter confirmado a existência da lua de Waltemath. Ele a chamou de Lilith. Sepharial alegou que Lilith era uma lua "escura" invisível na maior parte do tempo, mas ele alegou ter visto-a cruzando o Sol.
Em 1926, a revista científica Die Sterne publicou os resultados do astrônomo amador alemão W. Spill, que afirmou ter visto com sucesso uma segunda lua orbitando a Terra.
No final da década de 60 John Bargby alegou ter observado mais de dez pequenos satélites naturais da Terra, mas isso não foi confirmado.
Em 2011, os cientistas planetários Erik Asphaug e Martin Jutzi propuseram um modelo em que uma segunda lua teria existido no passado, muito antes da Lua.

## Levantamentos gerais
William Henry Pickering estudou a possibilidade de uma segunda lua, e em 1903, fez uma pesquisa que descartou todas as possibilidades de que houvesse uma. Seu artigo "Um Satélite Meteórico" na Popular Astronomy, de 1923, resultou em um aumento de pesquisas para pequenos satélites naturais por astrônomos amadores. Pickering também propôs que a própria Lua teria surgido a partir da Terra.
Depois de ter descoberto Plutão, o Gabinete de Pesquisa do Exército dos Estados Unidos ordenou que Clyde Tombaugh procurasse asteroides próximos à Terra. O Exército emitiu uma declaração pública em março de 1954 para explicar a razão para este estudo. No entanto, de acordo com Donald Keyhoe, diretor da Comissão Nacional de Investigações de Fenômenos Aéreos (NICAP), a verdadeira razão para a busca era que dois objetos próximos da Terra tinha sido detectados em radar de longo alcance em meados de 1953, segundo a sua fonte do Pentágono. Keyhoe declarou em maio de 1954 que a busca tinha sido bem sucedida, e um ou dois objetos tinham sido encontrados. No entanto, a história realmente não foi aceita até 23 de agosto daquele ano, quando a revista Aviation Week afirmou que dois satélites naturais foram encontrados a apenas 400 e 600 milhas (640 e 970 km) da Terra. Posteriormente, Tombaugh desmentiu tudo e afirmou que nada havia sido encontrado.

## Quase-satélites e troianos

As órbitas da Terra e a do quase-satélite Cruithne

Quando observado da Terra, Cruithne parece orbitar um ponto ao lado dele

Apesar de nenhum outro satélite terrestre ter sido encontrado até agora, existem vários tipos de objetos próximo à Terra, conhecidos como quase-satélites. Quase-satélites orbitam o Sol a partir da mesma distância que um planeta, ao invés do próprio planeta. Suas órbitas são instáveis, e vão cair em ressonância ou cairão em outras órbitas ao longo de milhares de anos. Os quase-satélites da Terra incluem: 2010 SO16, 2002 AA29 e o 3753 Cruithne. Cruithne, descoberto em 1986 e inicialmente apelidado de "segunda lua da Terra", orbita o Sol em uma órbita elíptica, mas parece ter uma órbita em ferradura quando visto da Terra.
A principal diferença entre um satélite e um quase-satélite é que a órbita de um satélite natural é fundamentalmente dependente da gravidade do sistema planetário; enquanto a órbita de um quase-satélite não orbita o planeta, apenas possui uma órbita semelhante a ele, vista do planeta como se fosse semelhante à de um satélite.
A Terra possui asteróides troianos, que orbitam um planeta e nunca colidem com ele: 2010 TK7, de cerca de 300 metros de comprimento, e 2020 XL5, estimado em 1,18 km de comprimento.

## Satélites temporários
Modelos de computador criados pelos astrofísicos Mikael Granvik, Jeremie Vaubaillon, e Robert Jedicke, da Universidade de Cornell, sugerem que satélites "temporários" devem ser bastante comuns, e que "em um determinado momento, deve haver pelo menos um satélite natural da Terra de diâmetro de 1 metro orbitando a Terra". Tais objetos permaneceriam em órbita por dez meses, em média, antes de retornar à órbita solar, uma vez mais, e assim fariam alvos relativamente fáceis para exploração espacial tripulada. Até hoje, há relatos de 2 satélites temporários, a saber:
- 2006 RH120 – Em 14 de setembro de 2006, um objeto estimado em 2–3 metros de diâmetro[24] foi descoberto em quase órbita polar em torno da Terra.[25] Após especulações de que poderia um resíduo artificial da exploração espacial,[26] foi determinado como um asteroide e designado como 2006 RH120.[27] Em julho de 2007, após doze meses de sua captura, o asteroide reentrou na órbita solar[28] e é esperado para retornar à órbita da Terra em 2028.[29]

- 2020 CD3 – Em fevereiro de 2020, os pesquisadores Theodore Pruyne e Kacper Wierzchos, da Universidade do Arizona, descobriram um objeto de aproximadamente seis metros de diâmetro orbitando a Terra ao menos desde 2017. O objeto foi batizado de 2020 CD3.[30]

## Missões propostas para satélites temporários
Durante o evento 2017 Astrodynamics Specialist Conference, ocorrido em Stevenson, estado de Washington (EUA), uma equipe composta de doutorandos da Universidade do Colorado em Boulder e da Universidade Estadual Paulista (UNESP) foi premiada ao apresentar um projeto denominado "Near-Earth Asteroid Characterization and Observation (NEACO) Mission to Asteroid (469219) 2016 HO3", provendo as primeiras ideias para a investigação do asteroide 469219 Kamoʻoalewa (designação provisória: 2016 HO3) usando uma sonda espacial. O objeto é um asteroide, descoberto em 27 de abril de 2016, sendo possivelmente o quasi-satélite mais estável da Terra. Posteriormente, outra versão do trabalho premiado foi apresentada adotando diferentes vínculos na dinâmica.
A Administração Espacial Nacional da China está planejando uma missão robótica que retornaria amostras desse asteroide para a Terra. Esta missão, a Tianwen-2, está planejada para ser lançada em maio de 2025.

## Lista
| Nome                                 | Excentricidade | Diametro (m) | Descobridor                | Data da descoberta | Tipo                         | Tipo atual                  |
| ------------------------------------ | -------------- | ------------ | -------------------------- | ------------------ | ---------------------------- | --------------------------- |
| Lua                                  | 0,055          | 3 474 800    | ?                          | Pré-história       | Satélite natural             | Satélite natural            |
| Grande Procissão de Meteoros de 1913 | ?              | ?            | ?                          | 1913-02-09         | Possível satélite temporário | Destruído                   |
| 3753 Cruithne                        | 0,515          | 5 000        | Duncan Waldron             | 1986-10-10         | Quase-satélite               | Órbita ferradura            |
| 1991 VG                              | 0,053          | 5–12         | Spacewatch                 | 1991-11-06         | Satélite temporário          | Asteroide Apollo            |
| (85770) 1998 UP1                     | 0,345          | 210–470      | Lincoln Lab's ETS          | 1998-10-18         | Órbita ferradura             | Órbita ferradura            |
| 54509 YORP                           | 0,230          | 124          | Lincoln Lab's ETS          | 2000-08-03         | Órbita ferradura             | Órbita ferradura            |
| 2001 GO2                             | 0,168          | 35–85        | Lincoln Lab's ETS          | 2001-04-13         | Possível órbita ferradura    | Possível órbita ferradura   |
| 2002 AA29                            | 0,013          | 20–100       | LINEAR                     | 2002-01-09         | Quase-satélite               | Órbita ferradura            |
| 2003 YN107                           | 0,014          | 10–30        | LINEAR                     | 2003-12-20         | Quase-satélite               | Órbita ferradura            |
| (164207) 2004 GU9                    | 0,136          | 160–360      | LINEAR                     | 2004-04-13         | Quase-satélite               | Quase-satélite              |
| (277810) 2006 FV35                   | 0,377          | 140–320      | Spacewatch                 | 2006-03-29         | Quase-satélite               | Quase-satélite              |
| 2006 JY26                            | 0,083          | 6–13         | Catalina Sky Survey        | 2006-05-06         | Órbita ferradura             | Órbita ferradura            |
| 2006 RH120                           | 0,024          | 2–3          | Catalina Sky Survey        | 2006-09-13         | Satélite temporário          | Asteroide Apollo            |
| (419624) 2010 SO16                   | 0,075          | 357          | WISE                       | 2010-09-17         | Órbita ferradura             | Órbita ferradura            |
| 2010 TK7                             | 0,191          | 150–500      | WISE                       | 2010-10-01         | Troiano da Terra             | Troiano da Terra            |
| 2013 BS45                            | 0,083          | 20–40        | Spacewatch                 | 2010-01-20         | Órbita ferradura             | Órbita ferradura            |
| 2013 LX28                            | 0,452          | 130–300      | Pan-STARRS                 | 2013-06-12         | Quase-satélite temporário    | Quase-satélite temporário   |
| 2014 OL339                           | 0,461          | 70–160       | EURONEAR                   | 2014-07-29         | Quase-satélite temporário    | Quase-satélite temporário   |
| 2015 SO2                             | 0,108          | 50–110       | Črni Vrh Observatory       | 2015-09-21         | Quase-satélite               | Órbita ferradura temporária |
| 2015 XX169                           | 0,184          | 9–22         | Mount Lemmon Survey        | 2015-12-09         | Órbita ferradura temporária  | Órbita ferradura temporária |
| 2015 YA                              | 0,279          | 9–22         | Catalina Sky Survey        | 2015-12-16         | Órbita ferradura temporária  | Órbita ferradura temporária |
| 2015 YQ1                             | 0,404          | 7–16         | Mount Lemmon Survey        | 2015-12-19         | Órbita ferradura temporária  | Órbita ferradura temporária |
| 469219 Kamoʻoalewa                   | 0,104          | 40-100       | Pan-STARRS                 | 2016-04-27         | Quase-satélite stable        | Quase-satélite stable       |
| DN16082203                           | ?              | ?            | ?                          | 2016-08-22         | Possível satélite temporário | Destruído                   |
| 2020 CD3                             | 0,017          | 1–6          | Mount Lemmon Survey        | 2020-02-15         | Satélite temporário          | Satélite temporário         |
| 2020 PN1                             | 0,127          | 10–50        | ATLAS-HKO                  | 2020-08-12         | Órbita ferradura temporária  | Órbita ferradura temporária |
| 2020 PP1                             | 0,074          | 10–20        | Pan-STARRS                 | 2020-08-12         | Quase-satélite stable        | Quase-satélite stable       |
| 2020 XL5                             | 0,387          | 1 100-1 260  | Pan-STARRS                 | 2020-12-12         | Troiano da Terra             | Troiano da Terra            |
| 2022 NX1                             | 0,025          | 5-15         | Moonbase South Observatory | 2020-07-02         | Satélite temporário          | Asteroide Apollo            |
| 2023 FW13                            | 0,177          | 10-20        | Pan-STARRS                 | 2023-03-28         | Quase-satélite               | Quase-satélite              |